# Suisyô Iwa
Suisyô Iwa är en kulle i Antarktis. Den ligger i Östantarktis. Norge gör anspråk på området. Toppen på Suisyô Iwa är 1 824 meter över havet.
Terrängen runt Suisyô Iwa är huvudsakligen platt, men åt nordväst är den kuperad. Trakten är obefolkad. Det finns inga samhällen i närheten. 